# Argegno
Argegno (Argègn in dialetto comasco, AFI: /arˈdʒɛɲ/) è un comune italiano di 673 abitanti della provincia di Como in Lombardia.
È situato sulla sponda occidentale del Lago di Como e dista dal capoluogo circa 18 km. Il paese sorge su un conoide alluvionale formato dall'ultimo tratto del fiume Telo, alla confluenza col lago. Nelle acque antistanti Argegno, verso sud, è presente il punto più profondo del bacino lacustre, -418 metri, la massima profondità dei laghi italiani. Il comune nasce inizialmente come borgo di pescatori, poi via via ingranditosi lungo le strade provinciali 15 e 13, tramite le quali si raggiungono rispettivamente Schignano ed il resto della Valle Intelvi. L'incrocio fra le strade che salgono verso la valle e la strada litoranea che prosegue lungo la riva fa di Argegno un'importante località anche turistica, tappa obbligata dei battelli della navigazione di linea. Da Argegno, attraverso una funivia, si raggiunge agevolmente in circa 5 minuti l'abitato di Pigra a 850 metri d'altitudine. È la funivia più ripida d'Italia, con una pendenza massima del 95%.

## Origine del nome
L'origine del toponimo è celtica. In celtico ar-genuos significa "bocca di fiume arabile", evidentemente con riferimento al torrente Telo e al particolare ambiente sedimentario da esso generato.

## Storia

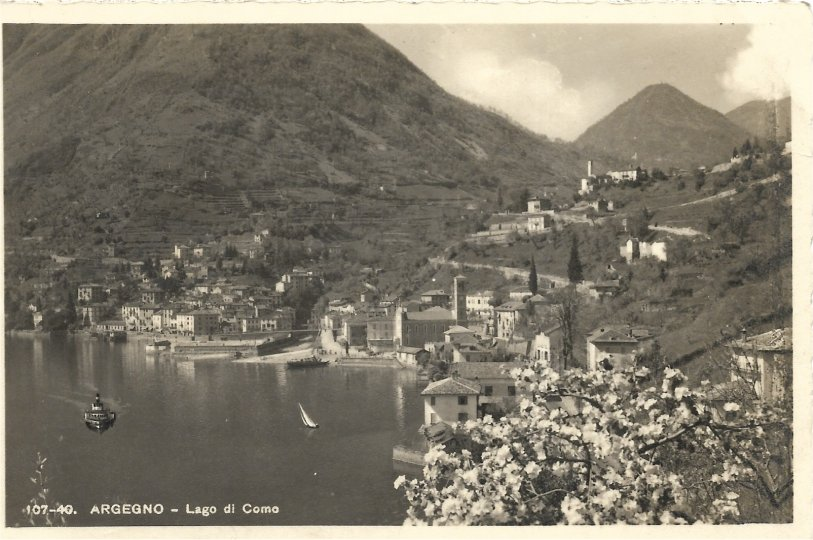
Argegno nel 1943.

Da Argegno, in epoca romana, passava la via Regina, strada romana che collegava il porto fluviale di Cremona (la moderna Cremona) con Clavenna (Chiavenna) passando da Mediolanum (Milano). Di epoca romana sono anche due lapidi rinvenute nella vicina Brienno e che parlano di un tale Publio Cesio Archigene, incaricato di erigere altari agli dei e il cui nome si suppone possa essere in qualche modo legato al nome di Argegno.
Durante l'epoca delle lotte tra guelfi e ghibellini, Argegno fu una roccaforte guelfa. Come riportato nelle cronache delle sanguinose dispute tra le due fazioni che interessarono anche il territorio lariano, dal 1270 Argegno ospitava infatti il castello di un tal Antonio Castello, seguace della famiglia guelfa dei Vittani nella guerra contro i ghibellini Rusconi. La costruzione era parte integrante di una linea difensiva in collegamento con i castelli di Sala Comacina, Lezzeno e Nesso. Al periodo medievale risale anche la costruzione di un secondo castello, situato in centro paese. Si tratta della torre dei nobili Viscardi, parzialmente crollata nel 1876 e la cui parte inferiore fu col tempo adibita ad abitazione.
Negli "Statuti di Como" del 1335, "Arzegnio", che apparteneva alla pieve d'Intelvi, è citato tra i comuni ai quali spetta la manutenzione di un tratto della via Regina. Il 18 dicembre 1648, il comune venne dato in feudo alla famiglia Gallio.
Nel 1757, una nuova compartimentazione territoriale del Ducato di Milano decretò all'appartenenza di Argegno alla pieve d'Isola.
Un decreto di riorganizzazione amministrativa del Regno d'Italia napoleonico datato 1807 sancì l'allargamento del territorio di Argegno ai comuni di Dizzasco ed uniti, Pigra e Schignano. L'aggregazione fu tuttavia abrogata in seguito alla caduta di Napoleone e la conseguente ricostituzione dei comuni della Provincia di Como da parte degli austro-ungarici.
Durante i moti del 1848, la Chiesa di San Sisinnio di Argegno ospitò la sede del comitato provvisorio di insurrezione della Valle Intelvi.

### Simboli
Lo stemma e il gonfalone sono stati concessi con decreto del presidente della Repubblica del 9 gennaio 1971.
Il gonfalone è un drappo troncato di azzurro e di bianco.

## Monumenti e luoghi d'interesse

### Turismo ad Argegno
Il sito web turistico ufficiale di Argegno, www.visitargegno.com, offre informazioni dettagliate su cosa fare e vedere in questa pittoresca località sulle rive del Lago di Como. I visitatori possono scoprire le principali attrazioni, i migliori ristoranti, le opzioni di alloggio e gli eventi locali. Il sito fornisce anche dettagli sui sentieri per il trekking nei dintorni, ideali per gli amanti della natura e delle escursioni, e sulla funivia Argegno-Pigra, che permette di raggiungere panorami spettacolari sulle montagne circostanti.

### Architetture religiose

#### Chiesa della Santissima Trinità
La chiesa, in stile eclettico neoromanico-neogotico, fu costruita in sostituzione della vecchia chiesa parrocchiale cinquecentesca, allora situata in centro al paese ma a rischio di crollo.

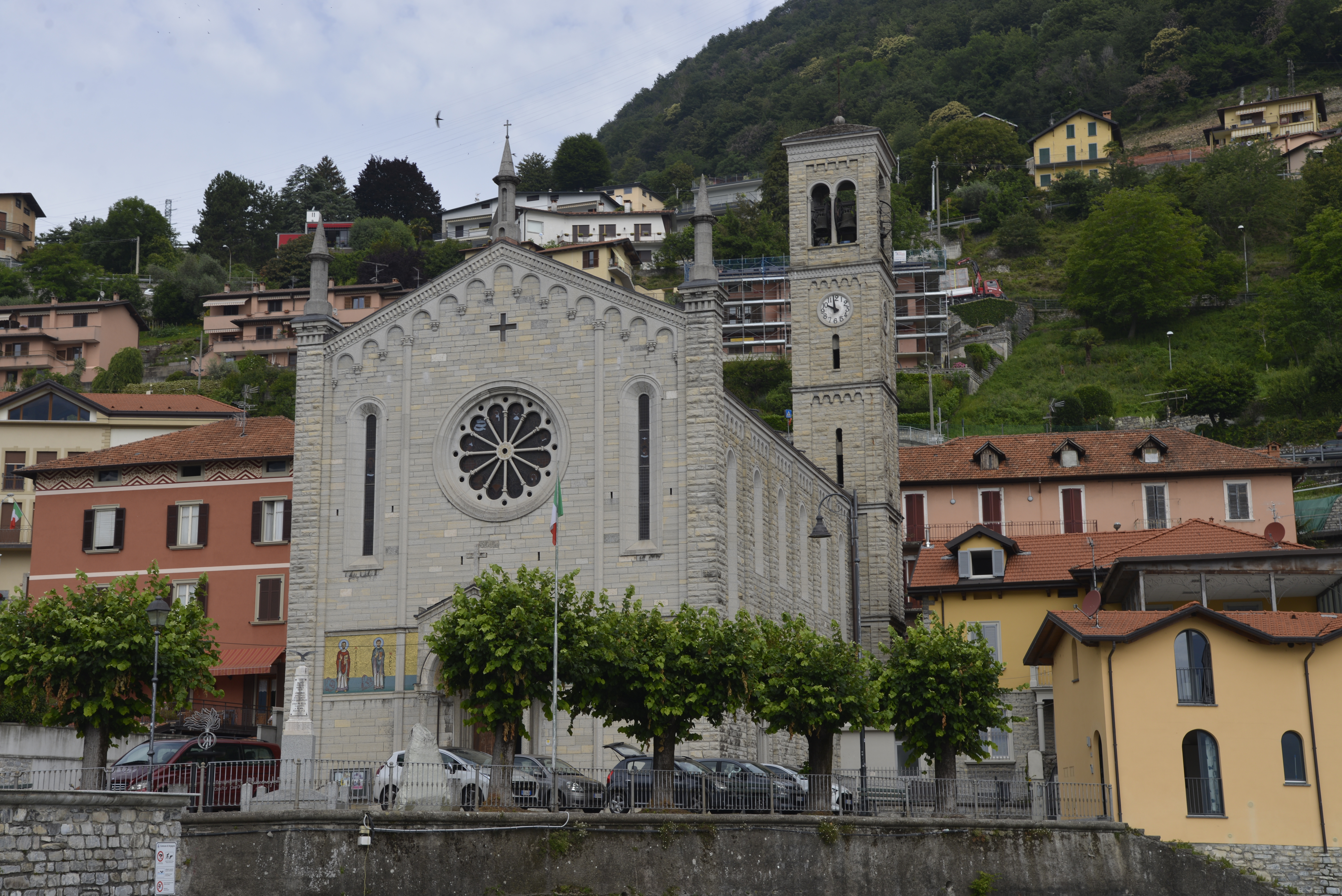
Chiesa della SS. Trinità

#### Chiesa di Sant'Anna

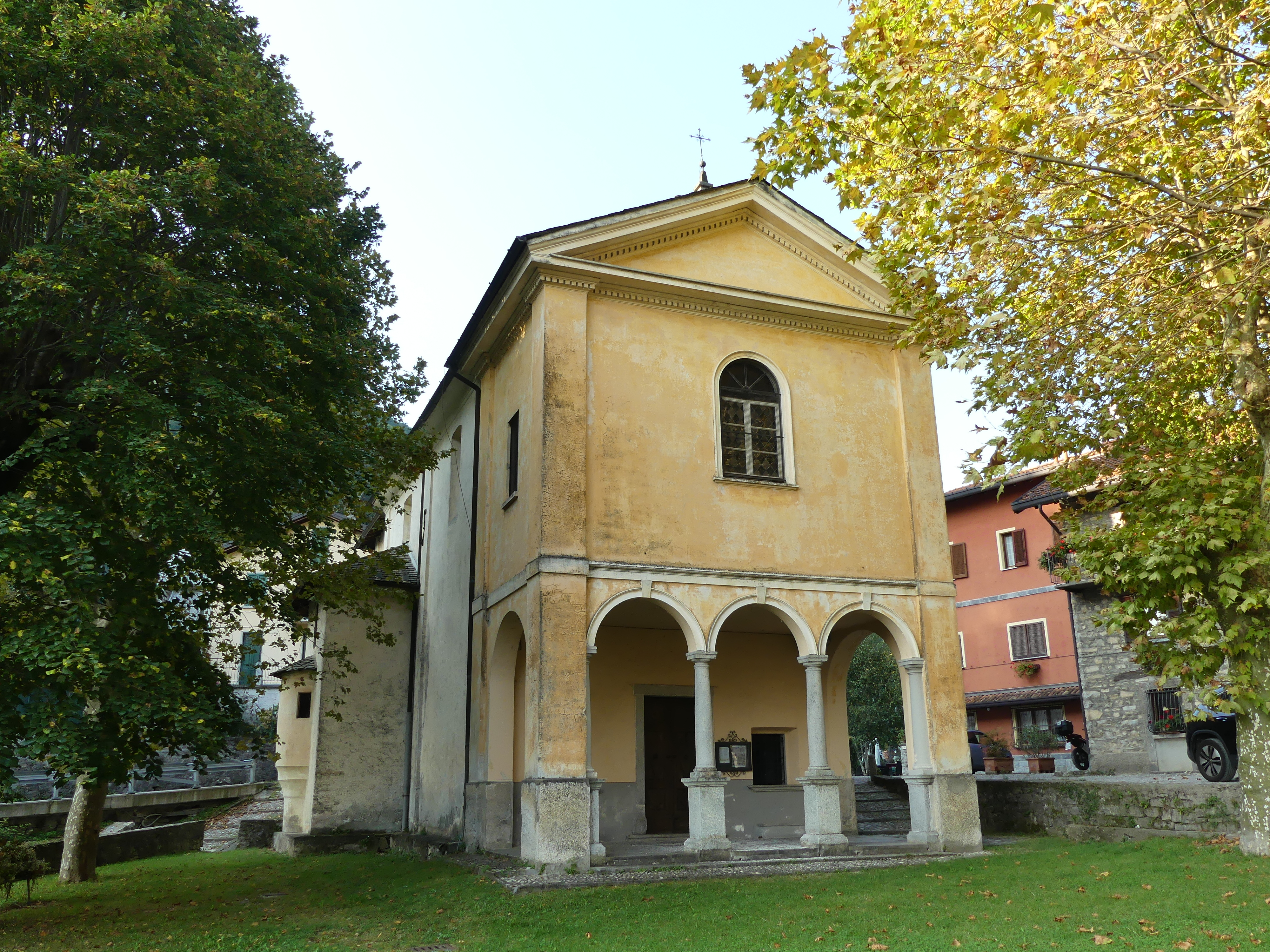
Chiesa di Sant'Anna

La chiesa di Sant'Anna, risalente al 1614, si trova sulla strada per Schignano.
Edificio ad unica navata con cappelle laterali e facciata a capanna preceduta da portico con colonne in granito, la chiesa fu eretta sulle fondamenta di una cappella dedicata alla beata Vergine di Gelpio, tutt'oggi venerata in un'edicola custodita nell'altare maggiore realizzato in scagIiola policroma. Un altare laterale conserva invece una statua di Sant'Anna.
La chiesa conserva affreschi Seicenteschi del pittore campionese Isidoro Bianchi, racchiusi entro decorazioni a stucco attribuite a Giovanni Battista Barberini. Il ciclo pittorico raffigura una serie scene di vita della Madonna, culminanti nell'Assunzione in Cielo riportato nella volta centrale, e richiama altri affreschi eseguiti dallo stesso Bianchi in altre chiese. È il caso dell'Incoronazione della Vergine, simile a quella presente nel santuario della Caravina a Cressogno, così come degli Angeli osannanti al suono dell'organo riscontrabili anche a Campione, a Brenzio e alla stessa Caravina.
Sul campanile della chiesa è riportata la data del 1824.

#### Chiesa di San Sisinnio

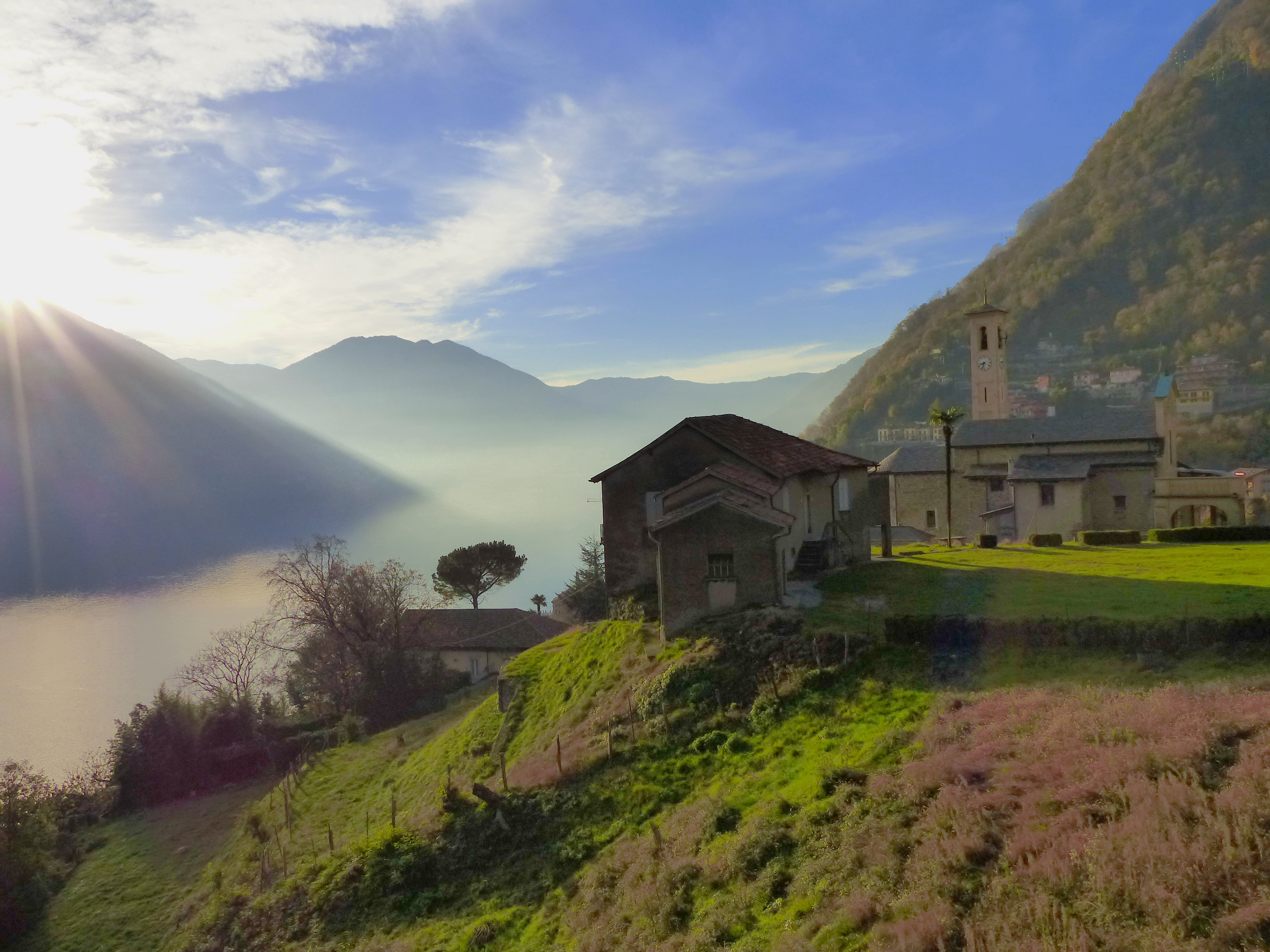
Chiesa di San Sisinnio

Sulla strada per San Fedele Intelvi si trova la chiesa di San Sisinnio, completata tra secoli XVII e XVIII. La chiesa, che fino al 1632 fu la matrice della vecchia chiesa della Santissima Trinità, è un edificio a navata unica con una sacrestia accostata sul lato destro e con cappelle laterali.
Dotata di campanile di origine romanica, la chiesa presenta un nartece barocco e una facciata decorati a trompe l'oeil. La facciata, in particolare, riporta un affresco di San Sisinnio, opera dell'artista ponnese Bernardino Barelli (1762-1838).
Ad altri artigiani della Valle Intelvi si devono, all'interno della chiesa, i paliotti degli altari, adornati da una scagliola policroma risalente ai secoli XVII e XVIII. Degni di nota sono inoltre alcuni mobili settecenteschi intarsiati, un tabernacolo rinascimentale, i busti reliquiari lignei delle Sante Faustina e Liberata, oltre ad alcuni affreschi, stucchi e tele ad olio.

### Architetture civili

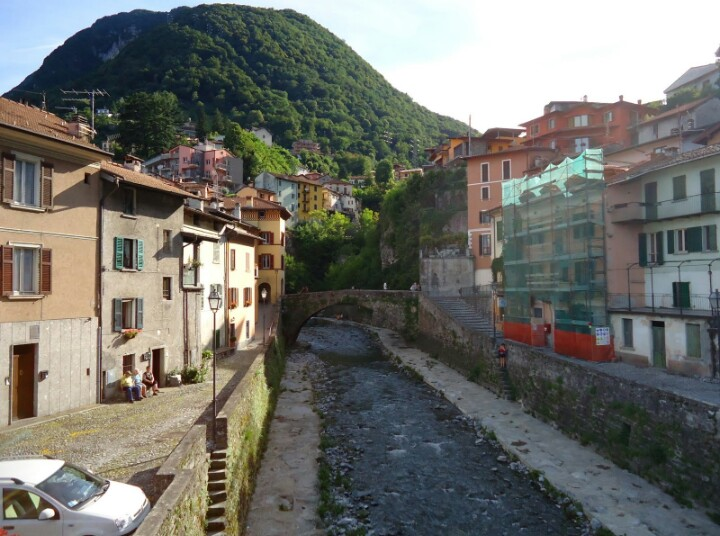
Il ponte medievale sul Telo.

Affacciato sulla statale Regina di fronte ai pali da ormeggio situati a monte rispetto all'imbarcadero della navigazione laghi si trova l'edificio costruito sulla parte inferiore della vecchia torre dei Viscardi. La torre, crollata nel 1876, era provvista di feritoie e piccole finestre su tutti i lati ed era sormontata da una merlatura.
Proseguendo sulla Regina in direzione nord, dal ponte sul torrente Telo è possibile osservare un ponte romanico a sesto acuto, oltre a caratteristiche case a strapiombo sulle rive, tra cui un'antica bottega di un fabbro con un maglio del 1772.
Il Vicolo Mulini ripercorre il tragitto della vecchia “Roggia Molinara”, un sistema di canalizzazione delle acque del Telo che, a partire dal XVII secolo, rappresentava la fonte di approvvigionamento energetico di una filanda e di un incannatoio (ora adibite ad abitazioni), nonché di quattro mulini che servivano a macinare il grano, il granturco e le castagne provenienti dalla Val d'Intelvi. A testimonianza di ciò, il lato posteriore di quello che un tempo era il "mulino Toppi" (oggi panificio) riporta ancor'oggi la data del 1605. Un altro mulino (oggi abitazione privata) si trovava all'angolo con via Garibaldi; nei pressi dell'edificio si può ancor'oggi vedere l'ampio androne ove un tempo gli animali da soma venivano parcheggiati in attesa di caricare il macinato. Poco lontano è possibile osservare il mulino Spinelli.

### Aree naturali
- Oasi Argegno-Coma della duaria, nata dall'esigenza di preservare un'area di nidificazione del gallo forcello.[6]

## Società

### Evoluzione demografica

#### Prima dell'unità d'Italia
- 1751: 345 abitanti[7]
- 1771: 302 abitanti[8]
- 1799: 372 abitanti[9]
- 1809: 2 102 abitanti dopo il temporaneo incorporamento dei comuni di Dizzasco ed uniti, Pigra e Schignano[9]
- 1853: 653 abitanti[25]

#### Dopo l'unità d'Italia
Abitanti censiti

## Galleria d'immagini

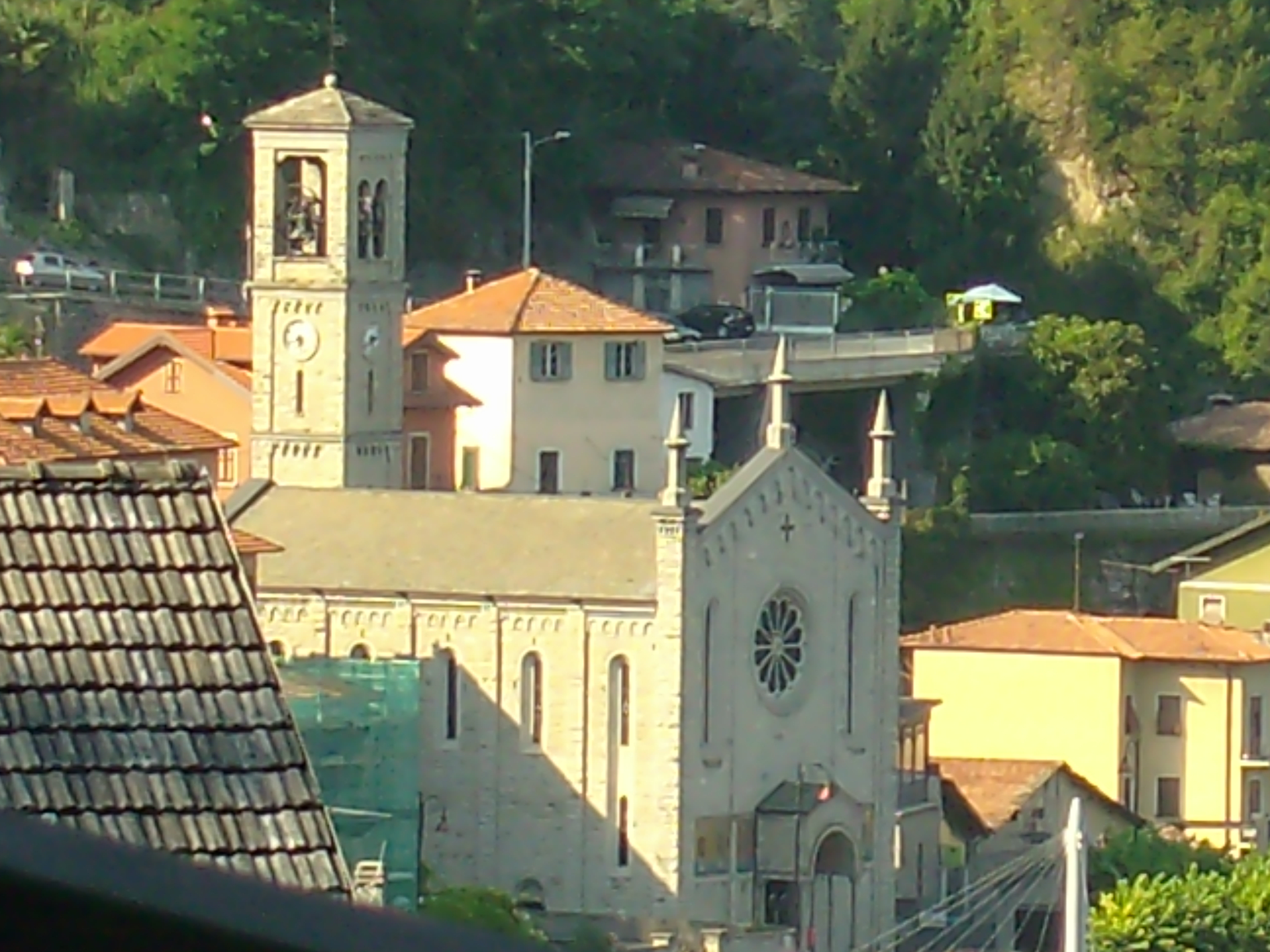
Chiesa parrocchiale di Argegno
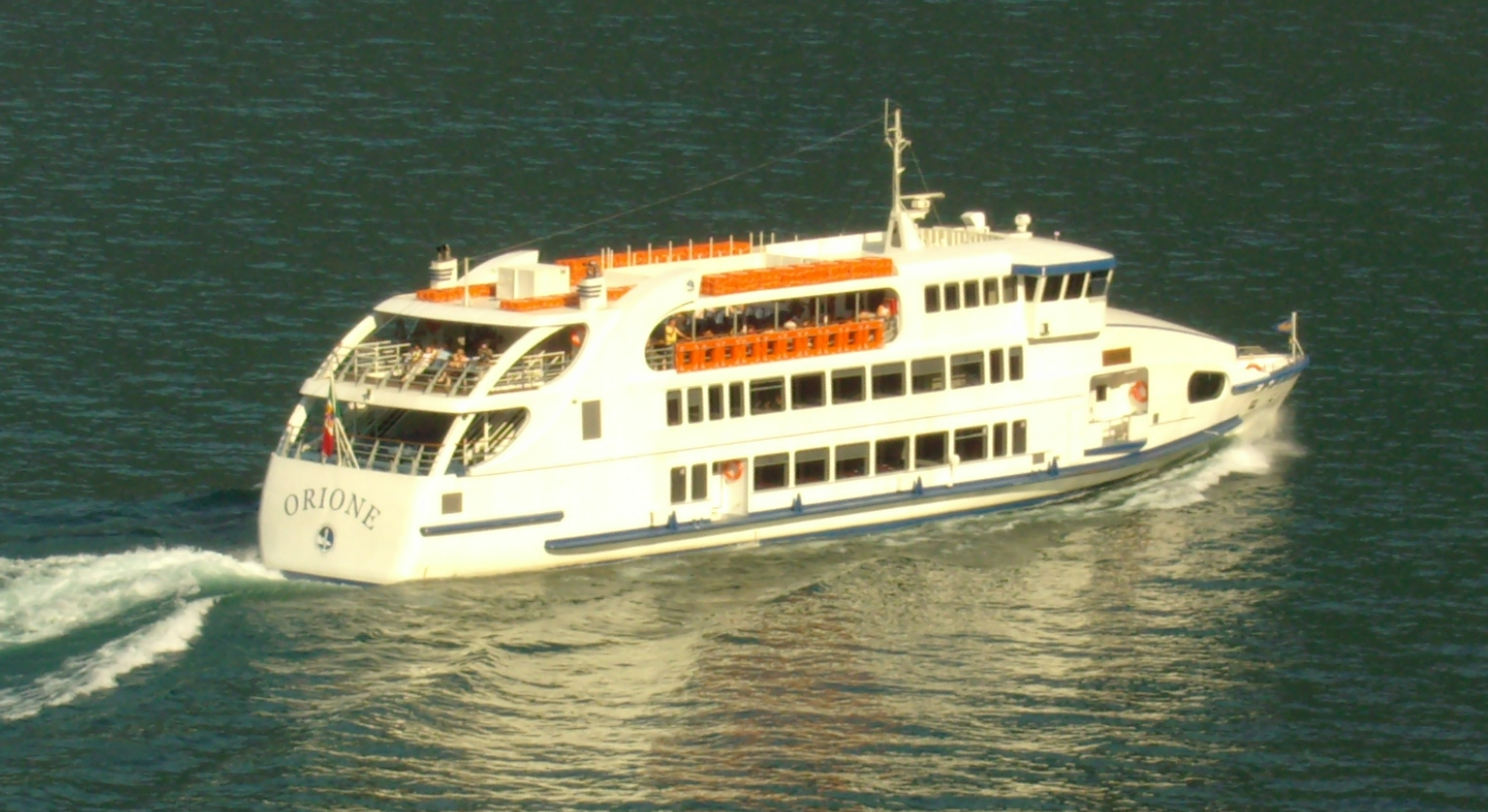
Battello Orione in navigazione verso Argegno
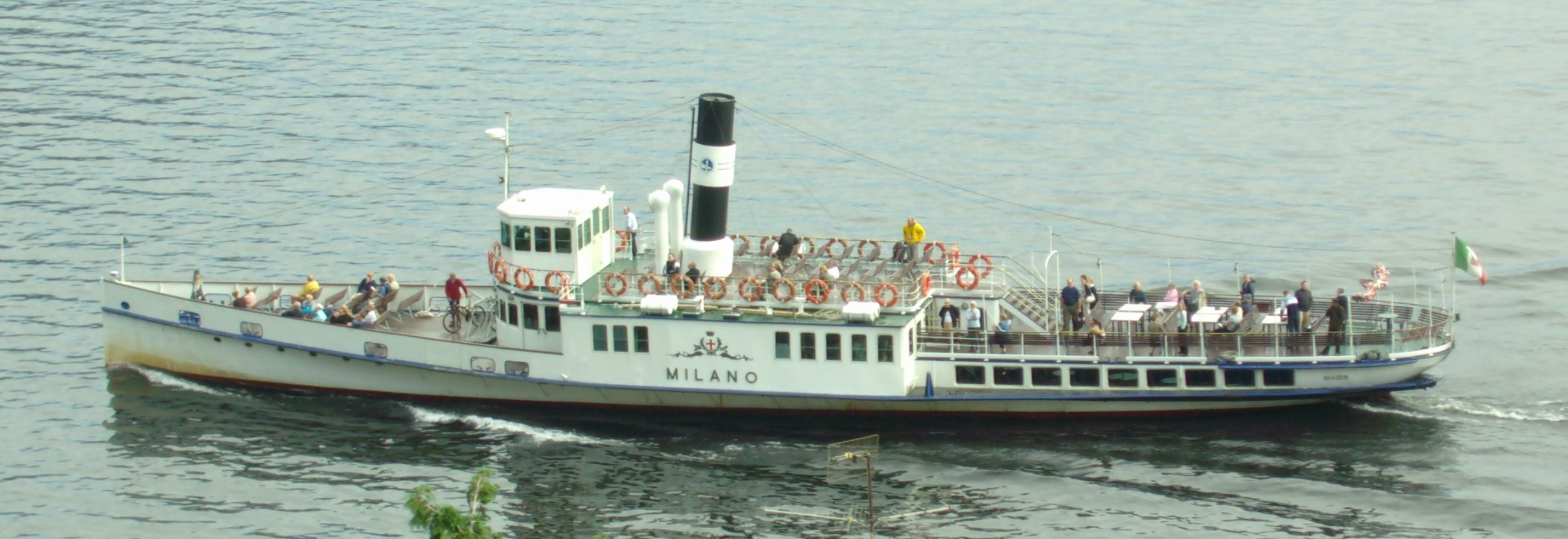
Battello Milano in navigazione verso Argegno
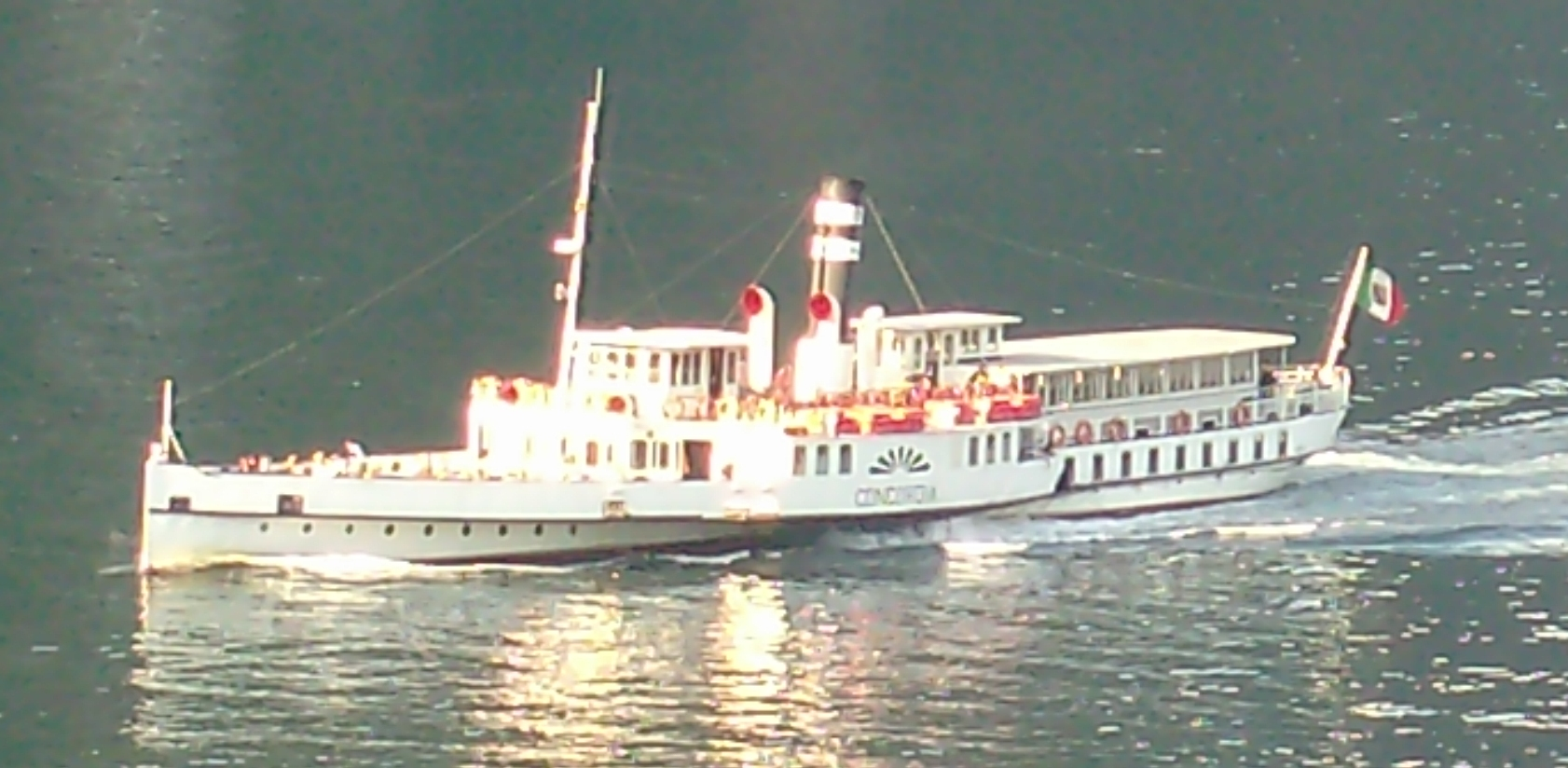
Battello Concordia in navigazione verso Argegno

### Esplicative
1. ↑  Per il dialetto comasco, si utilizza l'ortografia ticinese, introdotta a partire dal 1969 dall'associazione culturale Famiglia Comasca nei vocabolari, nei documenti e nella produzione letteraria.

### Bibliografiche
1. 1 2   Bilancio demografico mensile anno 2025 (dati provvisori), su demo.istat.it, ISTAT.
2. ↑   Classificazione sismica (XLS), su rischi.protezionecivile.gov.it.
3. ↑   Tabella dei gradi/giorno dei Comuni italiani raggruppati per Regione e Provincia (PDF), in Legge 26 agosto 1993, n. 412, allegato A, Agenzia nazionale per le nuove tecnologie, l'energia e lo sviluppo economico sostenibile, 1º marzo 2011,  p. 151. URL consultato il 25 aprile 2012 (archiviato dall'url originale il 1º gennaio 2017).
4. ↑  Etymological Dictionary of Proto Celtic (voci *aro- e *genu-).
5. 1 2 3 4 5 6   Comune di Argegno (Co), su comune.argegno.co.it. URL consultato il 29 marzo 2020.
6. 1 2  Borghese, p. 80.
7. 1 2 3   SIUSA - Comune di Argegno, su siusa.archivi.beniculturali.it. URL consultato il 4 aprile 2020.
8. 1 2   Comune di Argegno, 1757 - 1797 – Istituzioni storiche – Lombardia Beni Culturali, su lombardiabeniculturali.it. URL consultato il 27 aprile 2020.
9. 1 2 3   Comune di Argegno, 1798 - 1815 – Istituzioni storiche – Lombardia Beni Culturali, su lombardiabeniculturali.it. URL consultato il 27 aprile 2020.
10. ↑   Comune di Dizzasco, 1816 - 1859 – Istituzioni storiche – Lombardia Beni Culturali, su lombardiabeniculturali.it. URL consultato il 27 aprile 2020.
11. ↑   Comune di Pigra, 1816 - 1859 – Istituzioni storiche – Lombardia Beni Culturali, su lombardiabeniculturali.it. URL consultato il 27 aprile 2020.
12. ↑   Comune di Schignano, 1816 - 1859 – Istituzioni storiche – Lombardia Beni Culturali, su lombardiabeniculturali.it. URL consultato il 27 aprile 2020.
13. 1 2 3 4 5   Comune di Argegno (Co), su halleyweb.com. URL consultato il 29 marzo 2020.
14. ↑    Argegno, decreto 1971-01-09 DPR, concessione di stemma e gonfalone, su Archivio Centrale dello Stato. URL consultato il 22 ottobre 2022.
15. ↑   Chiesa della S.ma Trinità - complesso, Piazza della Chiesa - Argegno (CO), su Architetture – Lombardia Beni Culturali. URL consultato il 27 marzo 2020.
16. 1 2   Chiesa della Santissima Trinità di Argegno, su comoeilsuolago.it. URL consultato il 27 marzo 2020.
17. ↑   Chiesa della Santissima Trinità - Argegno, su mylakecomo.co. URL consultato il 27 marzo 2020.
18. 1 2   Chiesa di S. Anna - complesso, Piazza Cap. Peduzzi Giuseppe - Argegno (CO), su Architetture – Lombardia Beni Culturali. URL consultato il 27 marzo 2020.
19. 1 2 3 4 5   Santuario di Sant'Anna - Argegno, su comoeilsuolago.it. URL consultato il 28 marzo 2020.
20. 1 2   Comune di Argegno (Co), su halleyweb.com. URL consultato il 29 marzo 2020.
21. 1 2 3   Chiesa di S. Sisinnio - complesso, Piazzetta Donato Riccillo - Argegno (CO), su Architetture – Lombardia Beni Culturali. URL consultato il 27 marzo 2020.
22. ↑   Tutte le fortificazioni della provincia di Como in sintesi, Castelli della Lombardia, su mondimedievali.net. URL consultato il 17 aprile 2020.
23. ↑  TCI, Guida d'Italia [...], p. 300.
24. 1 2 3 4 5   Comune di Argegno (Co), su halleyweb.com. URL consultato il 29 marzo 2020.
25. ↑   Comune di Argegno, 1816 - 1859 – Istituzioni storiche – Lombardia Beni Culturali, su lombardiabeniculturali.it. URL consultato il 27 aprile 2020.
26. ↑  Statistiche I.Stat ISTAT  URL consultato in data 18-08-2023.